# 岡山南郵便局
岡山南郵便局（おかやまみなみゆうびんきょく）は、岡山県岡山市南区にある郵便局。民営化前の分類では集配普通郵便局であった。

## 概要
住所：〒702-8799 岡山県岡山市南区築港栄町9-20

### 出張所（局外ATM）
民営化前は以下の場所に出張所としてATMを設置していた。現在も同じ場所にATMがあるが、管理はゆうちょ銀行広島支店となっている。
- 天満屋ハピータウン岡南店内出張所

## 沿革
- 1946年（昭和21年）3月1日 - 岡山福島郵便局として開局（後の岡山福島郵便局とは別の郵便局[1]）。
- 1954年（昭和29年）6月1日 - 岡山市海岸通二丁目から同市海岸通一丁目へ移転[2]。
- 1954年（昭和29年）6月16日 - 三蟠郵便局の集配業務を、当局と岡山郵便局（当時）へ移管。当局にて集配業務を開始。
- 1962年（昭和37年）3月26日 - 岡山市海岸通二丁目から同市築港栄町へ移転するとともに、岡山南郵便局に改称[1]。
- 1964年（昭和39年）10月16日 - 特定郵便局から普通郵便局に局種別改定。
- 1989年（平成元年）2月27日 - 小串郵便局から集配業務の一部[3]を移管。
- 2000年（平成12年）8月14日 - 外国通貨の両替および旅行小切手の売買に関する業務取扱を開始。
- 2007年（平成19年）10月1日 - 民営化に伴い、併設された郵便事業岡山南支店に一部業務を移管。
- 2012年（平成24年）10月1日 - 日本郵便株式会社の発足に伴い、郵便事業岡山南支店を岡山南郵便局に統合。
- 2015年（平成27年）2月1日 - 岡山中央郵便局から岡山市南区芳泉一丁目・二丁目の全域及び芳泉三丁目の一部地域[4]の集配業務を移管[5]。

## 取扱内容
- 郵便、印紙、ゆうパック、内容証明
- 貯金、為替、振替、振込、国際送金、国債、投資信託
- 生命保険、バイク自賠責保険、自動車保険
- ゆうちょ銀行ATM
- 岡山市南区、中区内の一部地域（〒702-80xx、702-85xx、702-86xx、702-87xx）の集配業務
- ゆうゆう窓口

## 周辺
- 天満屋ハピータウン岡南店
- シネマタウン岡南
- 山陽新聞岡南支局
- 岡山市中央卸売市場
- 岡山港
- 児島湾締切堤防

## アクセス
- 両備バス・岡電バス あけぼの町停留所下車
- 山陽自動車道 岡山ICから南東へ約13km、もしくは瀬戸中央自動車道 早島ICから東へ約14km
- 駐車場あり：12台